# Vée
Die Vée ist ein Fluss in Frankreich, der im Département Orne in der Region Normandie verläuft. Sie entspringt im Gemeindegebiet von La Ferrière-aux-Étangs, entwässert generell Richtung Südost und Süd durch den Regionalen Naturpark Normandie-Maine und mündet nach rund 24 Kilometern an der Gemeindegrenze von Couterne und Haleine als rechter Nebenfluss in einen Seitenarm der Mayenne. Bei ihrer Mündung stößt die Vée auf das benachbarte Département Mayenne in der Region Pays de la Loire.

## Orte am Fluss
(Reihenfolge in Fließrichtung)
- La Coulonche
- Saint-Michel-des-Andaines
- Bagnoles-de-l’Orne
- Couterne